# Episcada hymen
Espèce
Episcada hymen est un insecte lépidoptère  de la famille des Nymphalidae, de la sous-famille des Danainae et du genre Episcada.

## Dénomination
Episcada hymen a été décrit par Richard Haensch en 1905.
Synonyme : Ceratiscada hymen ; [EcuL]; Lamas, 1999.

### Sous-espèces
- Episcada hymen hymen
- Episcada hymen ssp
- Episcada hymen ssp

## Description
Episcada hymen est un papillon à l'abdomen mince, aux ailes antérieures beaucoup plus longues que les ailes postérieures et à bord interne concave.
Les ailes sont transparentes avec de très fines veines marron et une bordure marron et sur les ailes antérieures une plage jaune très pâle après la cellule bordée de marron depuis le bord costal.

## Écologie et distribution
Episcada hymen est présent en Bolivie, en Équateur et au Pérou,.

### Protection
Pas de statut de protection particulier.